# Complicaties in Panama
Complicaties in Panama is een spionageroman van auteur Gérard de Villiers en het 85e deel uit de S.A.S.-reeks met als protagonist de Oostenrijkse prins en freelance CIA-agent Malko Linge.

De ligging van Panama in Centraal-Amerika.

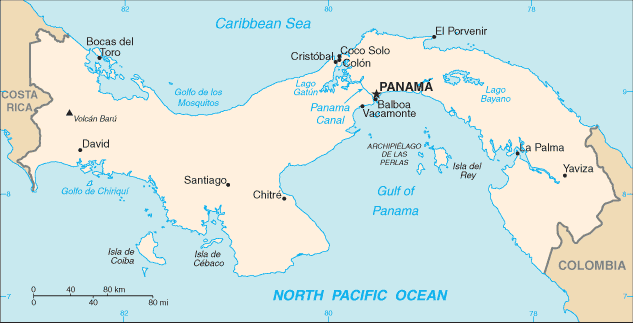
Overzichtskaart van Panama.

## Het verhaal
Generaal Coiba, de machtigste man in Panama verraadt enkele CIA-agenten aan de Cubaanse geheime dienst. De CIA beschouwt Coiba sindsdien als een afvallige en smeedt plannen om de voormalig bondgenoot te vervangen door een minder corrupte bondgenoot.
Malko wordt naar Panama gezonden om meer over zijn levenswandel en gewoonten te achterhalen. Hij moet hiervoor de beeldschone Panamese Miranda Ochoa zien te verleiden. Ochoa is een voormalig Miss Panama en tegenwoordig de maîtresse van Coiba.

## Personages
- Malko Linge, Oostenrijkse prins en CIA-agent;
- Generaal Coiba;
- Miranda Ochoa.